# Sweet Trip
Sweet Trip (с англ. — «Сладкое путешествие») — американский инди-электронный дуэт, образованный в 1993 году в области залива Сан-Франциско музыкантами Валери Купер и Роберто Бургосом. Они известны своими мечтательными саундскейпами и насыщенными цифровыми технологиями продакшена, часто сочетая инди-рок и инди-поп с электроникой, в частности, интеллектуальной танцевальной музыкой.
Во время перерыва в середине 2010-х годов группа приобрела культовую популярность в интернете, особенно благодаря своему второму альбому Velocity: Design: Comfort. Sweet Trip воссоединились в 2019 году и выпустили свой четвёртый альбом A Tiny House, In Secret Speeches, Polar Equals в 2021 году, который стал первым релизом группы за 12 лет.

## Характеристики
Источники вдохновения
В интервью журналу Sonemic в декабре 2020 года Бургос и Купер перечислили Aphex Twin, My Bloody Valentine, Slowdive, Sonic Youth, the Black Dog, Broadcast, Moose, Seefeel, Cocteau Twins, Pale Saints, the Chameleons, Яна Сибелиуса и Сержио Мендеса в качестве музыкальных вдохновителей Sweet Trip.

## Наследие
Культовый статус
Хотя изначально Sweet Trip были андеграундным коллективом с небольшой аудиторией, за десятилетия, предшествовавшие выпуску их первых трёх альбомов, группа приобрела культовую популярность в интернете. Их музыка распространялась на музыкальных форумах и специализированных музыкальных сайтах, таких как Album of The Year и Rate Your Music, и даже стала интернет-мемами. После своего первоначального распада в 2013 году группа узнала о своём присутствии в интернете примерно в 2017 году, что привело к их воссоединению в 2019 году. После этого они переиздали свой альбом Velocity: Design: Comfort в 2020 году, который к тому времени стал культовой классикой; музыкальные издания, такие как Far Out Magazine, называют Velocity: Design: Comfort одним из лучших альбомов в стиле шугейз всех времён.
В 2022 году издание Stereogum отметило, что Sweet Trip стала «столь же канонически важной для молодых альтернативных рокеров, как Pixies и Built to Spill для предыдущих поколений» в контексте новой волны американского шугейза.
В популярной культуре
В популярных медиа песня «Dsco» звучала в перезапуске фильма «Бионическая женщина» 2007 года, а песня «Palomar, Your Shadow is the Yellow Sun» звучала в трейлере 22-го Международного фестиваля азиатско-американского кино в Сан-Франциско.

## Дискография
Альбомы
- Halica: Bliss Out v.11 (1998, Darla Records)
- Velocity : Design : Comfort (2003, Darla Records)
- You Will Never Know Why (2009, Darla Records)
- A Tiny House, In Secret Speeches, Polar Equals (2021, Darla Records)

Сборники
- Seen / Unseen (2022, Darla Records)

Мини-альбомы и синглы
- Fish Remixes and Versions (1998, Darla Records)
- Alura (1999, Darla Records)
- "Design1:Dedicated" (2003, Observatory)
- "Walkers Beware! We Drive into the Sun" b/w "Stab/Slow" (2021, Darla Records)